# Centaurea gadorensis
Centaurea gadorensis — вид квіткових рослин айстрових (Asteraceae). Ендемік пд.-сх. Іспанії.

## Середовище
Населяє сухі кам'янисті луки.

## Морфологічна характеристика
Багаторічник 15–30 см заввишки. Листки чергові, перисторозсічені, верхні лінійні, цілісні. Квіткові голови поодинокі, кінцеві, обгортка циліндрична, придатки остисті.